# Дениско, Иоахим
Иоахим Мокосей Дениско (пол. Joachim Mokosiej Denisko; около 1756, Волынь — 1812, Санкт-Петербург, Российская империя) — видный деятель польского национального движения конца XVIII века. Офицер, бригадир национальных вооружённых сил Речи Посполитой во время восстания Костюшко. Повстанец.

## Биография
Шляхтич. Якобинец по убеждениям.
Участник восстания Т. Костюшко, занимал пост военного-политического комиссара Кременецкого округа.
В 1794 году организовал неудачную военную экспедицию на Волынь. Преследуемый австрийцами и разбитый казаками отряд Дениско был рассеян. Сам он бежал бежал в Турцию, где при поддержке французского посла в Константинополе Раймона Вернинака занимался подготовкой восстания вначале против России, а затем против Австрийской империи. Предпринял попытку собрать остатки армии Т. Костюшко в Турции. Находился в контакте с польскими патриотами в Восточной Галиции. Отклонил предложение вступить в Польские легионы в Италии.
В марте 1797 года был избран в Национального собрания (Zgromadzenie Narodowe), в котором гражданская власть поручалась графу Валериану Дзедушскому, а военное командование — генералу Каролю Отто Князевичу. Однако, в мае 1797 года в рядах польских офицеров произошёл раскол, вследствие чего И. Дениско отказался от руководства. В это же время австрийские власти в Восточной Галиции арестовали большинство членов тайной организации «Львовская централизация» (Centralizacja Lwowska), в том числе В. Дзедушского.
Несмотря на это, 26 июня 1797 года Дениско во главе отряда из 200 кавалеристов пересёк турецко-австрийскую границу у Залещиков и вошёл в Буковину, объявив манифест об отмене крепостного права. 29 июня 1797 года его отряд потерпел поражение от австрийских войск при Доброновцах и вынужден был отойти в Турцию (8 шляхтичей были пленены и казнены 11 июля 1797). Дениско отправился в Бухарест, затем за Дунай, и, наконец, в Константинополь. После нескольких неудачных попыток продолжить сопротивление он обратился к российскому послу в Константинополе с просьбой о царской милости. Перед тем как покинуть Турцию (март 1798 г.), он передал русским представителям имевшуюся у него информацию о турецкой армии.
В России ему было возвращено конфискованное имущество. По непроверенным данным, он поступил на российскую службу. Умер в 1812 году в Санкт-Петербурге в возрасте 56 лет.